# Roberto Quartaroli
Roberto Quartaroli (L'Aquila, 29 marzo 1988) è un ex rugbista a 15 italiano, in carriera attivo nel ruolo di tre quarti centro di L’Aquila, Parma, Aironi, Zebre, Viadana e Fiamme Oro, cinque volte internazionale per l'Italia.

## Biografia
Nato all'Aquila, crebbe rugbisticamente nella locale squadra, con cui è giunto alla finale giovanile nel 2007; nella stagione successiva ha esordito in campionato e nel 2008 ha disputato la finale di serie A persa contro il Rugby Roma
Ancora, nel 2007 fu ammesso all'Accademia FIR, e ha esordito nella Nazionale Under-21 con cui ha partecipato al mondiale giovanile di rugby, esperienza poi ripetuta nel 2008.
Il 2008 fu anche l'anno d'esordio al Sei Nazioni Under-20; nel frattempo passato al Parma, con la squadra emiliana ha vinto la Supercoppa 2008 e la Coppa Italia 2009; durante il Sei Nazioni 2009 infine esordì per la Nazionale maggiore, contro il Galles.
Nell'aprile 2010 Quartaroli fu ingaggiato dagli Aironi, franchise italiana in Celtic League dalla stagione 2010-11 a quella 2011-12, dopo la quale la franchigia fu sciolta.
Nel 2012 fu ingaggiato dalla nascente franchigia, le Zebre, volte a sostituire gli Aironi, per la stagiore 2012-2013 e quella successiva.
Nel 2014, dopo 27 presenze in Celtic League tra Aironi e Zebre e 20 nelle competizioni ERC, fu invece ingaggiato dal Rugby Viadana, sposando il progetto giallonero ed imponendosi come uno dei team leader della squadra allenata da coach Regan Sue.
Arruolatosi nella Polizia di Stato, dal 2015 milita nella squadra del gruppo sportivo, le Fiamme Oro; convocato dai Barbarians per un incontro con il Worcester il 5 settembre 2015, è divenuto il primo giocatore di tale squadra a vestire la maglia del noto club a inviti inglese.
Nell'estate 2020, dopo cinque stagioni disputate in maglia cremisi, decide di ritirarsi dall'attività sportiva.

## Palmarès
- Coppe Italia: 1
Parma: 2008-09
- Supercoppe d'Italia: 1
Parma: 2008